# برایان فاولر
برایان فاولر (انگلیسی: Bryan Fowler; ۱۸ اوت ۱۸۹۸ – ۴ دسامبر ۱۹۸۷) چوگان‌باز اهل بریتانیا بود.